# Равно нивище
 Тази статия е за селото в България.  За селото в Република Македония вижте Нивище.  
Равно нивище е село в Южна България. То се намира в община Мадан, област Смолян.

## География
Село Равно нивище се намира в планински район.